# Hrabkivți, Zboriv
Hrabkivți (în ucraineană Грабківці) este un sat în comuna Mlînivți din raionul Zboriv, regiunea Ternopil, Ucraina.

## Demografie
Componența lingvistică a localității Hrabkivți
     Ucraineană (100%)
Conform recensământului din 2001, toată populația localității Hrabkivți era vorbitoare de ucraineană (100%).